# Nel profondo del delirio
Nel profondo del delirio (Docteur Jekyll et les femmes) è un film del 1981 diretto da Walerian Borowczyk.
Il soggetto è ispirato al romanzo di Robert Louis Stevenson Lo strano caso del dottor Jekyll e del signor Hyde.

## Trama
Per annunciare il loro fidanzamento, il dottor Jekyll e Fanny Osbourne organizzano un party al quale prendono parte diversi invitati. La quiete della serata viene però interrotta dalla notizia di un brutale infanticidio commesso nelle vicinanze e poco dopo anche una giovane ballerina presente alla festa viene ritrovata uccisa. Gli ospiti capiscono così di avere a che fare con un maniaco omicida e la scoperta più agghiacciante viene fatta da Fanny. Jekyll è un teorico della medicina alternativa: proprio nel corso del party, s'immerge in una vasca contenente una soluzione chimica da lui realizzata e ne esce trasformato in un feroce e ripugnante Hyde, dotato di un fallo mostruoso che usa come una vera e propria arma letale. Uno dopo l'altro, tutti gli ospiti muoiono assassinati da Hyde, quasi sempre dopo efferate violenze carnali. Alla fine, Jekyll/Hyde e Fanny si mordono a vicenda e si leccano il sangue in un amplesso vampiresco, dopo che lei ha emulato il fidanzato ammazzando l'odiata madre claudicante.

## Critica
Secondo il critico Roberto Curti ("Sex and violence. Percorsi nel cinema estremo", Lindau, 2007), il Jekyll di Borowczyk spicca per una "febbricitante spinta dionisiaca che deborda nell'isteria", e risulta "una farsa nera andata a male". Da segnalare la presenza nel film di noti caratteristi come Patrick Magee (il personaggio dello scrittore di Arancia meccanica) e Howard Vernon (prediletto da Jesus Franco, autore di centinaia di horror a basso costo). Il giudizio di Tullio Kezich su "La Repubblica", 9 novembre 1983, è sostanzialmente positivo: "operina elegante e spudorata. Da cui emerge ancora una volta lo spirito di un regista che sa essere libertino e libertario, senza mai cadere nella volgarità". Il geniale regista polacco, infatti, dissacra vari generi (horror, thriller, melodramma, commedia erotica) mischiandoli in una specie di maionese impazzita, pepata di umorismo macabro e di sarcasmo. Le citazioni colte non mancano: il Buñuel de "L'angelo sterminatore" nella dimensione claustrofobica, e, come matrici letterarie, oltre a Stevenson anche Edgar Allan Poe, nell'ambientazione gotica e barocca.